# Zygmunt Landau
Pour les personnes ayant le même patronyme, voir Landau.
Zygmunt Landau, né à Łódź (Pologne russe) en 1898 et mort à Tel-Aviv (Israël) en juin 1962, est un peintre de l'École de Paris issu d'une famille juive de Pologne.

## Biographie
Arrière-petit-fils et fils de rabbins de Stryków, Zygmunt Landau étudie avec le peintre Henri Epstein, à l'école de dessin de Jakub Kacenbogen à Łódź, puis entre à l'Académie des Beaux-Arts de Varsovie dans l’atelier de Stanislas Lentz. À 18 ans, il donne des leçons de peinture.
Il arrive à Paris en 1920, s'installe à la Ruche près de Soutine, Krémègne et Michel Kikoine, fréquente la Grande Chaumière, l’académie Colarossi, tout en gardant des liens avec la Pologne, où il retourne notamment pour des expositions à Łódź et à Varsovie. Il est l'auteur des eaux-fortes de la réédition du recueil de poèmes Écoute Israël d'Edmond Fleg publié par les éditions de la Cigogne de Jacques Klein.
Réfugié pendant l'Occupation à Saint-Tropez (où il avait partagé antérieurement un logement avec l'artiste et critique britannique Roger Fry), il adopte la Provence : la lumière provençale exerce une profonde influence sur son sens très particulier de la couleur.
L'univers de sa peinture reflète le calme et la sérénité : figures immobiles dans des poses rêveuses, maternités, femmes à la fontaine, vendangeuses, glaneuses, pâtres, nus très sages, couple endormi, scènes de vie patriarcale.  Cette grande sobriété s'appuie sur un graphisme soucieux avant tout de lignes de force et d’équilibre des masses qui en soulignent la fragilité. L'influence de Cézanne et de Modigliani y est très perceptible.
À la fin des années cinquante, il part pour Israël où il continue à travailler : sa dernière œuvre est le vitrail de la chapelle de YMCA à Tibériade.
Il est le père du psychanalyste, peintre et sculpteur français Jean-Pierre Landau, Gabrielle Landau, New York, Esther Franck (Lucette), Paris, et Suzanne Landau, Chicago.